# بلو دویل

شیطان آبیشماره ۱

بلو دِویل یا شیطان آبی (به انگلیسی: Blue Devil) با نام اصلی دنیل پاتریک کسیدی، یک شخصیت خیالی ابر قهرمان، در کتاب‌های کامیک آمریکایی منتشر شده توسط دی‌سی کامیکس است. شخصیت بلو دِویل توسط دن میشکین، گری کوهن و پاریس کولینز خلق شده است که برای اولین بار در شمارهٔ ۲۴ مجموعه خشم فایراستورم (ژوئن ۱۹۸۴) حضور پیدا کرد. طوری پیش رفت که نام یکی از مجلات را در آن سال از آن خود کرد و به‌طور رسمی اولین شماره مجله منتشر شد.